# CAF Cup
De CAF Cup was een Afrikaanse internationale voetbalcompetitie vergelijkbaar met de UEFA Cup. In 2004 fuseerde de competitie met de CAF Beker der Bekerwinnaars om zo de CAF Confederation Cup te vormen.

## Winnaars
| Seizoen | Winnaar                        | Score                                                      | Runner-up                    |
| ------- | ------------------------------ | ---------------------------------------------------------- | ---------------------------- |
| 2003    | Raja Casablanca (Marokko)      | eerste wedstrijd: 2-0 tweede wedstrijd: 0-0                | Cotonsport Garoua (Kameroen) |
| 2002    | JS Kabylie (Algerije)          | eerste wedstrijd: 4-0 tweede wedstrijd: 0-1                | Tonnerre Yaoundé (Kameroen)  |
| 2001    | JS Kabylie (Algerije)          | eerste wedstrijd: 1-2 tweede wedstrijd: 1-0                | Étoile Sahel (Tunesië)       |
| 2000    | JS Kabylie (Algerije)          | eerste wedstrijd: 1-1 tweede wedstrijd: 0-0                | Al-Ismaily (Egypte)          |
| 1999    | Étoile Sahel (Tunesië)         | eerste wedstrijd: 1-0 tweede wedstrijd: 1-2                | Wydad Casablanca (Marokko)   |
| 1998    | Club Sportif Sfaxien (Tunesië) | eerste wedstrijd: 1-0 tweede wedstrijd: 3-0                | ASC Jeanne d'Arc (Senegal)   |
| 1997    | Espérance Tunis (Tunis)        | eerste wedstrijd: 0-1 tweede wedstrijd: 2-0                | Petro Atlético (Angola)      |
| 1996    | Kawkab Marrakech (Marokko)     | eerste wedstrijd: 1-3 tweede wedstrijd: 2-0                | Étoile Sahel (Tunesië)       |
| 1995    | Étoile Sahel (Tunesië)         | eerste wedstrijd: 0-0 tweede wedstrijd: 2-0                | AS Kaloum Star (Guinee)      |
| 1994    | Bendel Insurance FC (Nigeria)  | eerste wedstrijd: 0-1 tweede wedstrijd: 3-0                | Primeiro de Maio (Angola)    |
| 1993    | Stella Abidjan (Ivoorkust)     | eerste wedstrijd: 0-0 tweede wedstrijd: 2-0                | Simba SC (Tanzania)          |
| 1992    | Shooting Stars FC (Nigeria)    | eerste wedstrijd: 0-0 tweede wedstrijd: 3-0 penalty's: 5-4 | Nakivubo Villa SC (Oeganda)  |